# Mari Pangestu
Mari Elka Pangestu (chiń. 冯慧兰; pinyin Féng Huìlán, ur. 23 października 1956 w Dżakarcie) – indonezyjska ekonomistka i polityk.
Uzyskała licencjat (1978) z ekonomii na Australian National University. Dwa lata później na tej samej uczelni uzyskała tytuł magistra. Stopień doktora otrzymała w 1986 na University of California w Davis. Pracowała jako wykładowca uniwersytecki, działała także w różnych organizacjach i instytucjach gospodarczych. W 2004 weszła w skład rządu Susilo Bambang Yudhoyono jako minister handlu. Stanowisko to utrzymała również w jego drugim gabinecie.
Zamężna, ma dwóch synów.